# 그린차

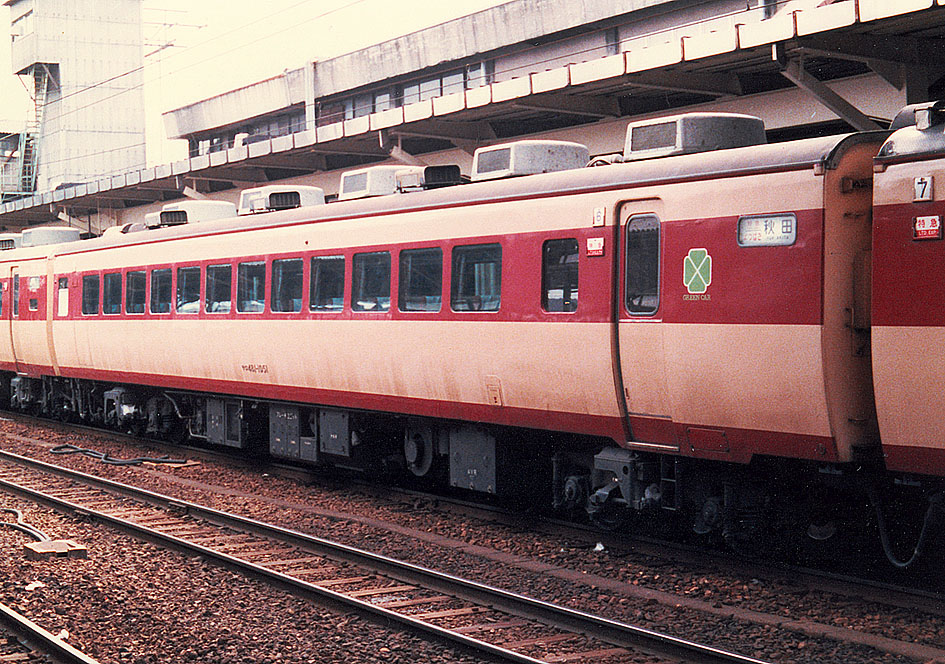
사로(サロ) 481-1051

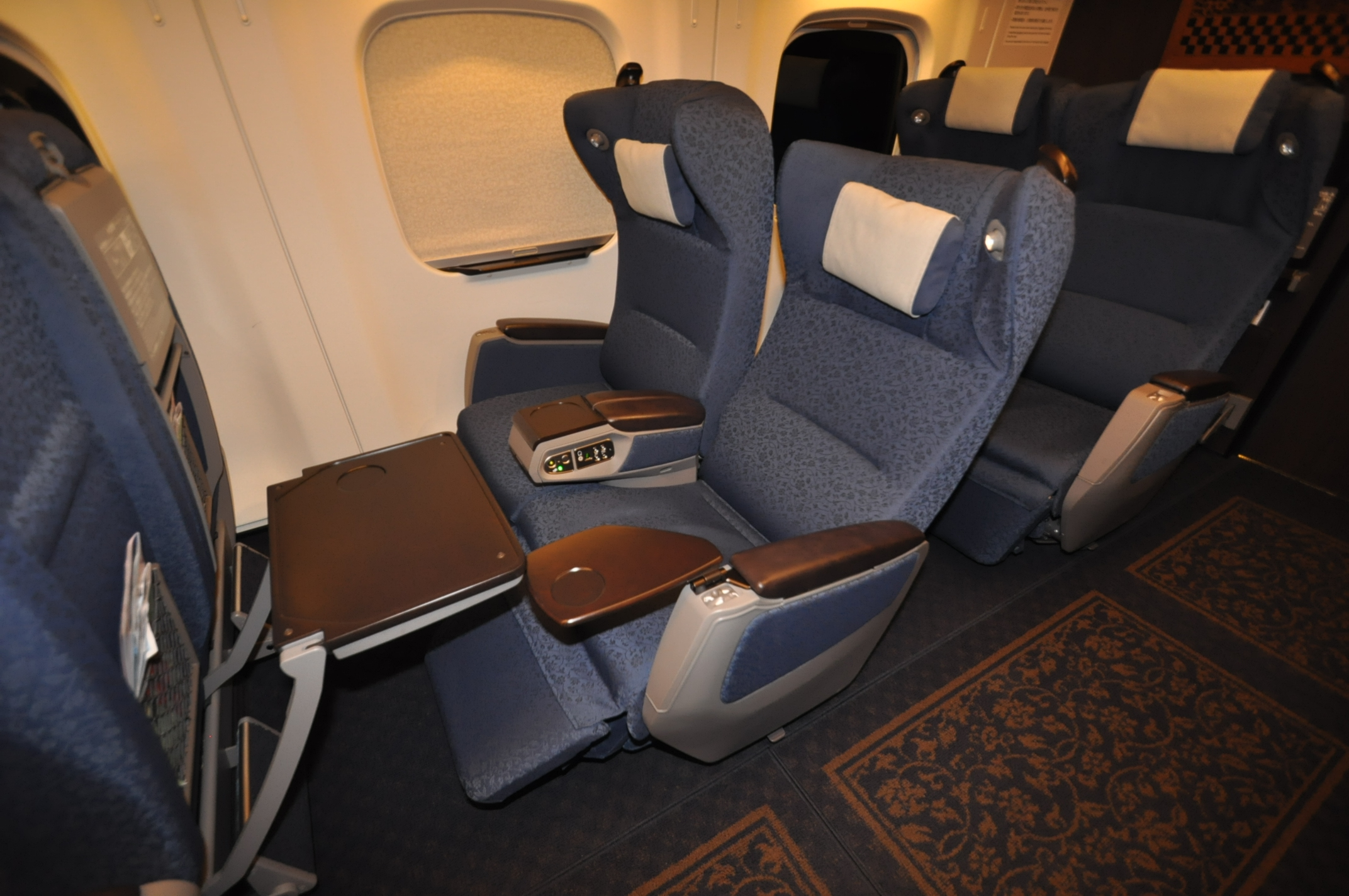
규슈 신칸센(미즈호, 사쿠라, 쓰바메) N700계 7000번대의 그린차.

그린차(일본어: グリーン車、ぐりーんしゃ 구린샤[*])는 일본국유철도(국철) 또는 JR 및 그 이외의 각 철도 회사들의 여객열차 중 보통칸에 비해 승객 1인당 점유면적이 넓고 시설이 좋아 별도의 요금을 받는 특별 차량의 명칭이다. 대부분의 열차는 재팬 레일 패스 그린차용으로 이용이 가능하다. 상징은 네잎클로버이다.

## 개요

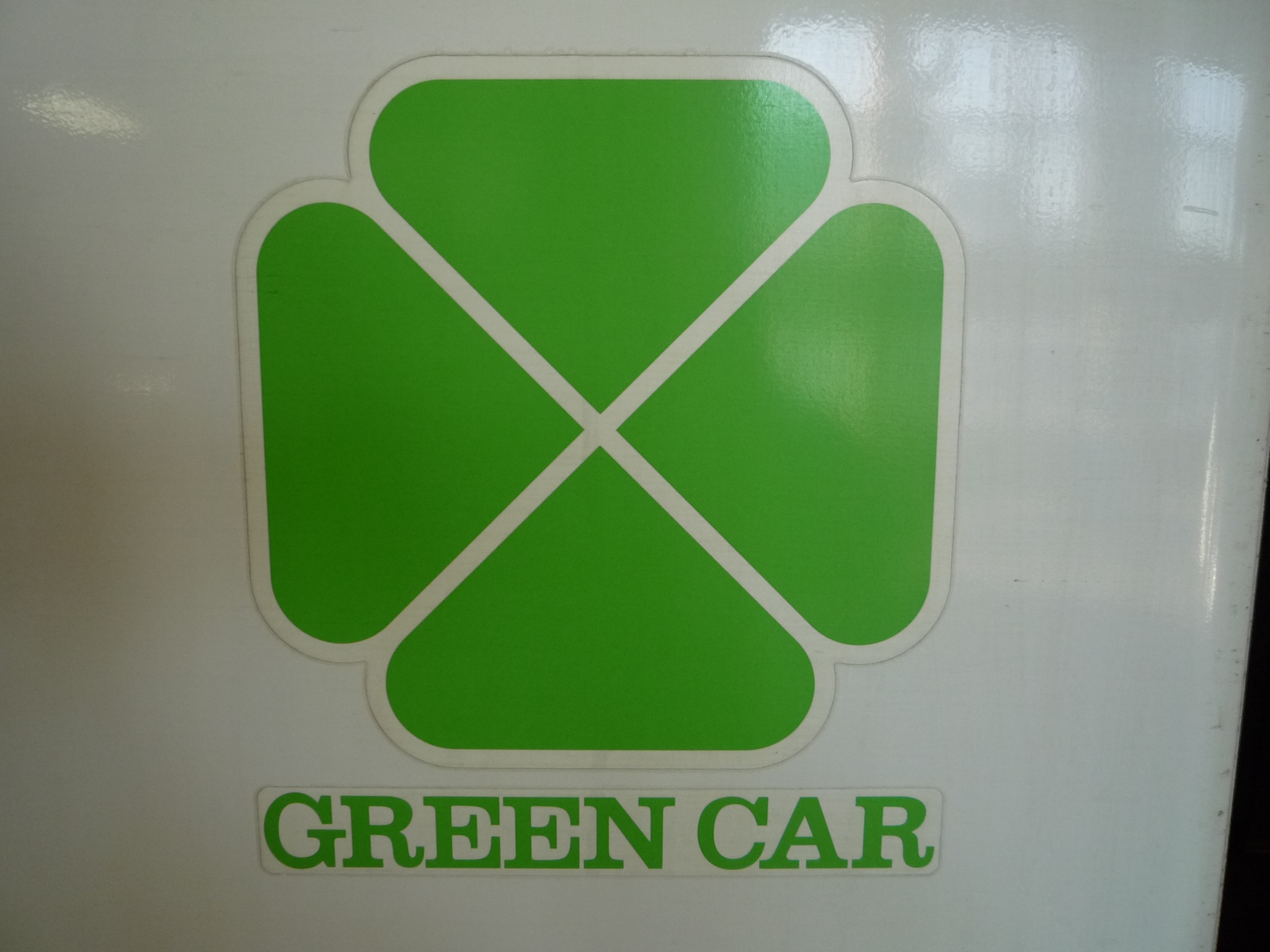
그린차의 마크(N700계 전동차).

1969년 5월 10일, 운임 개정에서 기존의 등급제가 폐지되고, 운임 및 특급 • 급행 요금에서 단일 운임 및 요금이 채택되었다. 이에 따라 종전의 1등 좌석차(3등급제 시절의 2등 좌석차)가 그린차가 되어, 기존의 1등 운임과 1등 특급 • 급행 요금(각각 2등의 2배이다)을 지불하는 방식에서, 운임 및 특급 • 급행 요금을 별도로 지불하고, 그린권(グリーン券)을 구매하는 방식으로 바뀌었다.
3등급 제도 시절의 2등석 및 2등급 제도 시절의 1등석의 후신이며, 차체의 등급 기호는 イロハ(이로하)의 ロ(로)이다. 신칸센은 10 단위를 1로 하고 있다(단, N700계는 700계와 겹치기 때문에 전실(全室) 차량이 7, 보통칸과 합조차는 6을 각각 사용하며, 2층 차량은 4,7 등을 사용하기도 함). 출입문 옆의 차체와 객차간 출입문에 네잎클로버 마크가 그러져 있다. 침대열차의 경우 "그린 침대" 같은 구분은 없으나 사실상 A침대가 그린차에 해당한다.

## 이용 방법
그린차의 이용 방법은 열차에 따라 다르다. 쾌속열차는 자유석제이지만, 급행과 특급열차는 지정석제이다.
- 보통, 쾌속열차의 그린차 이용하기
  - 승강장에서 그린권을 구입한다.
  - Suica에 그린권을 충전한다.
  - 일본철도패스 그린차용은 아무데나 앉은 후, 목적지를 말한다.

- 급행, 특급, 신칸센 열차의 그린차 이용하기
  - 미도리노마도구치에 가서 운임권과 그린샤 특급권을 산다.
  - 일본철도패스 그린차용은 추가금 없이 그린차를 예약한다.

## 같이 보기
- 특실 (철도)
- 태극실